# Lekkoatletyka na Letnich Igrzyskach Olimpijskich 1904 – bieg na 60 metrów
Bieg na 60 metrów był najkrótszym dystansem biegów lekkoatletycznych podczas igrzysk olimpijskich w 1904 w Saint Louis. Była to konkurencja rozgrywana po raz drugi i ostatni na igrzyskach olimpijskich. Odbyła się 29 sierpnia 1904 na stadionie Francis Field należącym do Washington University (zarówno eliminacje, jak i finał). Startowało 12 lekkoatletów z 3 państw. Przeprowadzono cztery biegi eliminacyjne, z których zwycięzca awansował do finału, a zawodnik, który zajął 2. miejsce, do repasażu, z którego do finału wchodziło dwóch pierwszych zawodników.

## Rekordy
| Rekord świata     |     |                  |                 |               |
| Rekord olimpijski | 7,0 | Alvin Kraenzlein | Paryż (Francja) | 15 lipca 1900 |

## Eliminacje

### Bieg 1
| Poz.  | Zawodnik       | Kraj              | Wynik    | Uwagi |
| ----- | -------------- | ----------------- | -------- | ----- |
| 1.    | Clyde Blair    | Stany Zjednoczone | 7,0      | Q =   |
| 2.    | Myer Prinstein | Stany Zjednoczone | nieznany | R     |
| 3.-4. | William Hunter | Stany Zjednoczone | nieznany | [ 1 ] |
| 3.-4. | George Poage   | Stany Zjednoczone | nieznany | [ 1 ] |

Poage był Afroamerykaninem. Był to prawdopodobnie pierwszy występ Afroamerykanina na igrzyskach olimpijskich.

### Bieg 2
| Poz. | Zawodnik         | Kraj              | Wynik    | Uwagi |
| ---- | ---------------- | ----------------- | -------- | ----- |
| 1.   | William Hogenson | Stany Zjednoczone | 7,0      | Q =   |
| 2.   | Frank Castleman  | Stany Zjednoczone | nieznany | R     |

### Bieg 3
| Poz. | Zawodnik         | Kraj              | Wynik    | Uwagi |
| ---- | ---------------- | ----------------- | -------- | ----- |
| 1.   | Archie Hahn      | Stany Zjednoczone | 7,2      | Q     |
| 2.   | Bobby Kerr       | Kanada            | nieznany | R     |
| 3.   | Lawson Robertson | Stany Zjednoczone | nieznany |       |
| 4.   | Béla Mező        | Węgry             | nieznany |       |

### Bieg 4
| Poz. | Zawodnik           | Kraj              | Wynik    | Uwagi |
| ---- | ------------------ | ----------------- | -------- | ----- |
| 1.   | Fay Moulton        | Stany Zjednoczone | nieznany | Q     |
| 2.   | Nathaniel Cartmell | Stany Zjednoczone | nieznany | R     |

## Repasaż
| Poz.  | Zawodnik           | Kraj              | Wynik    | Uwagi |
| ----- | ------------------ | ----------------- | -------- | ----- |
| 1.    | Frank Castleman    | Stany Zjednoczone | 7,2      | Q     |
| 2.    | Myer Prinstein     | Stany Zjednoczone | 7,2      | Q     |
| 3.-4. | Nathaniel Cartmell | Stany Zjednoczone | nieznany | [ 1 ] |
| 3.-4. | Bobby Kerr         | Kanada            | nieznany | [ 1 ] |

## Finał
| Poz.   | Zawodnik         | Kraj              | Wynik    | Uwagi |
| ------ | ---------------- | ----------------- | -------- | ----- |
| złoto  | Archie Hahn      | Stany Zjednoczone | 7,0      | =     |
| srebro | William Hogenson | Stany Zjednoczone | 7,2      |       |
| brąz   | Fay Moulton      | Stany Zjednoczone | 7,2      |       |
| 4.     | Clyde Blair      | Stany Zjednoczone | 7,2      |       |
| 5.     | Myer Prinstein   | Stany Zjednoczone | nieznany |       |
| 6.     | Frank Castleman  | Stany Zjednoczone | nieznany |       |

Hahn objął prowadzenie na starcie. W połowie dystansu wyprzedzał rywali o 2 jardy i utrzymał tę przewagę do mety.